# Parajotus refulgens
Parajotus refulgens là một loài nhện trong họ Salticidae.
Loài này thuộc chi Parajotus. Parajotus refulgens được Wanda Wesołowska miêu tả năm 2000.